# 赵雷 (解放军)
赵雷（1965年8月—），中国人民解放军中将。
曾任北京军区旅政委、装甲师政委等职。2016年任中部战区陆军纪委副书记。2018年12月，任陆军第78集团军政治委员。2022年3月，升任陆军政治工作部主任。
2017年7月晋升少将军衔，2022年3月晋升中将军衔。